# Samson (biblická postava)

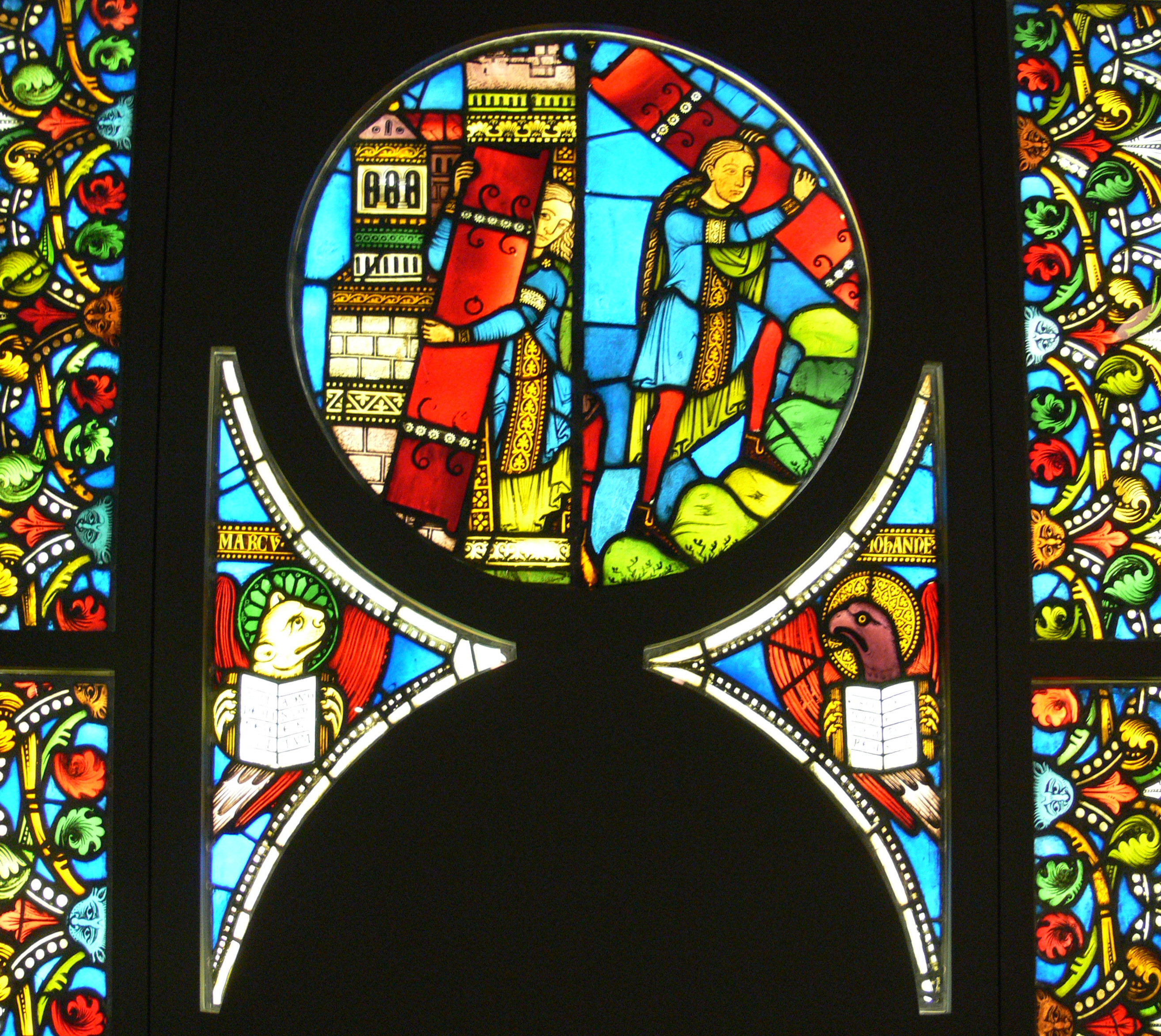
vitráž Štrasburk - cca 1160-1170

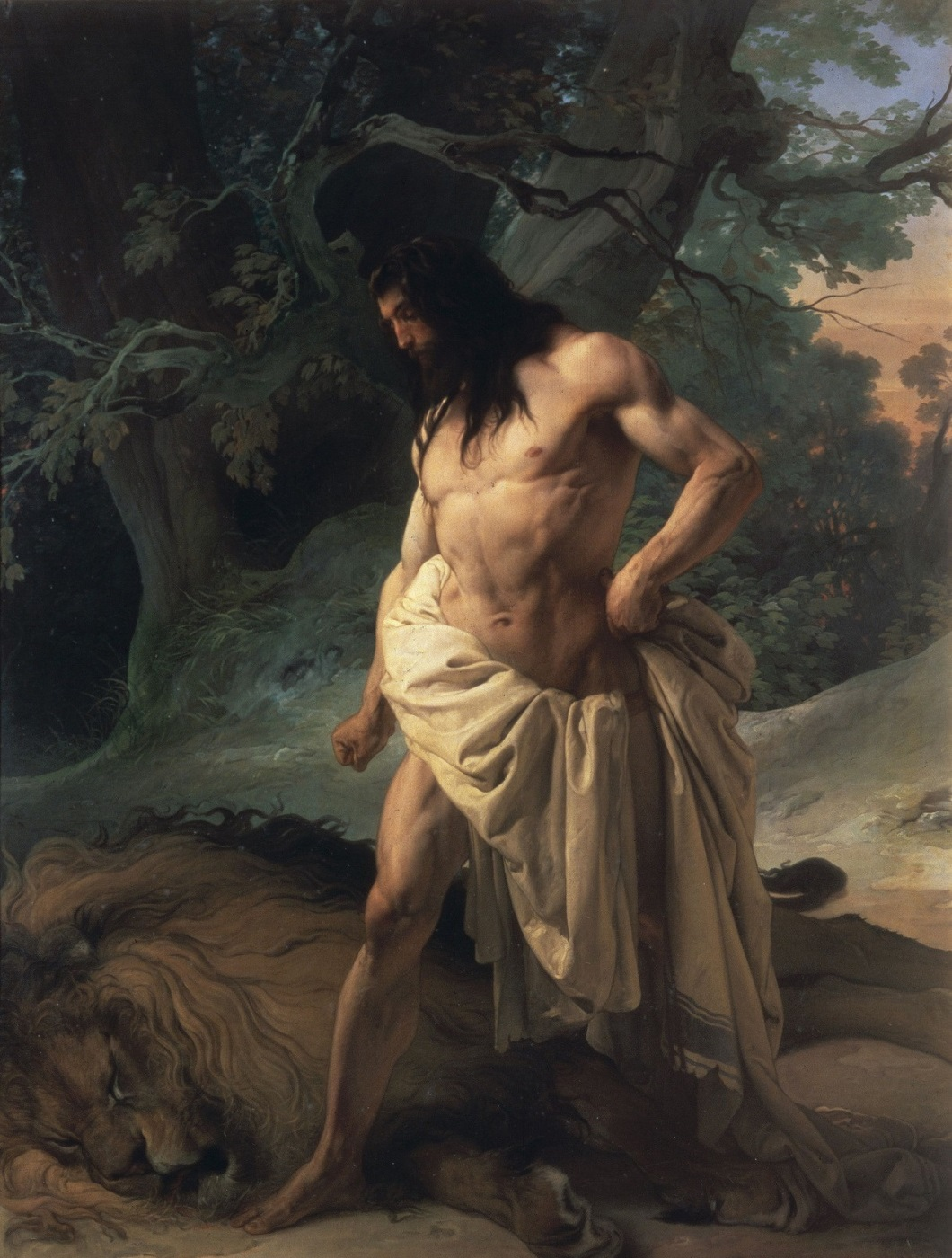
Francesco Hayez - Samson a lev

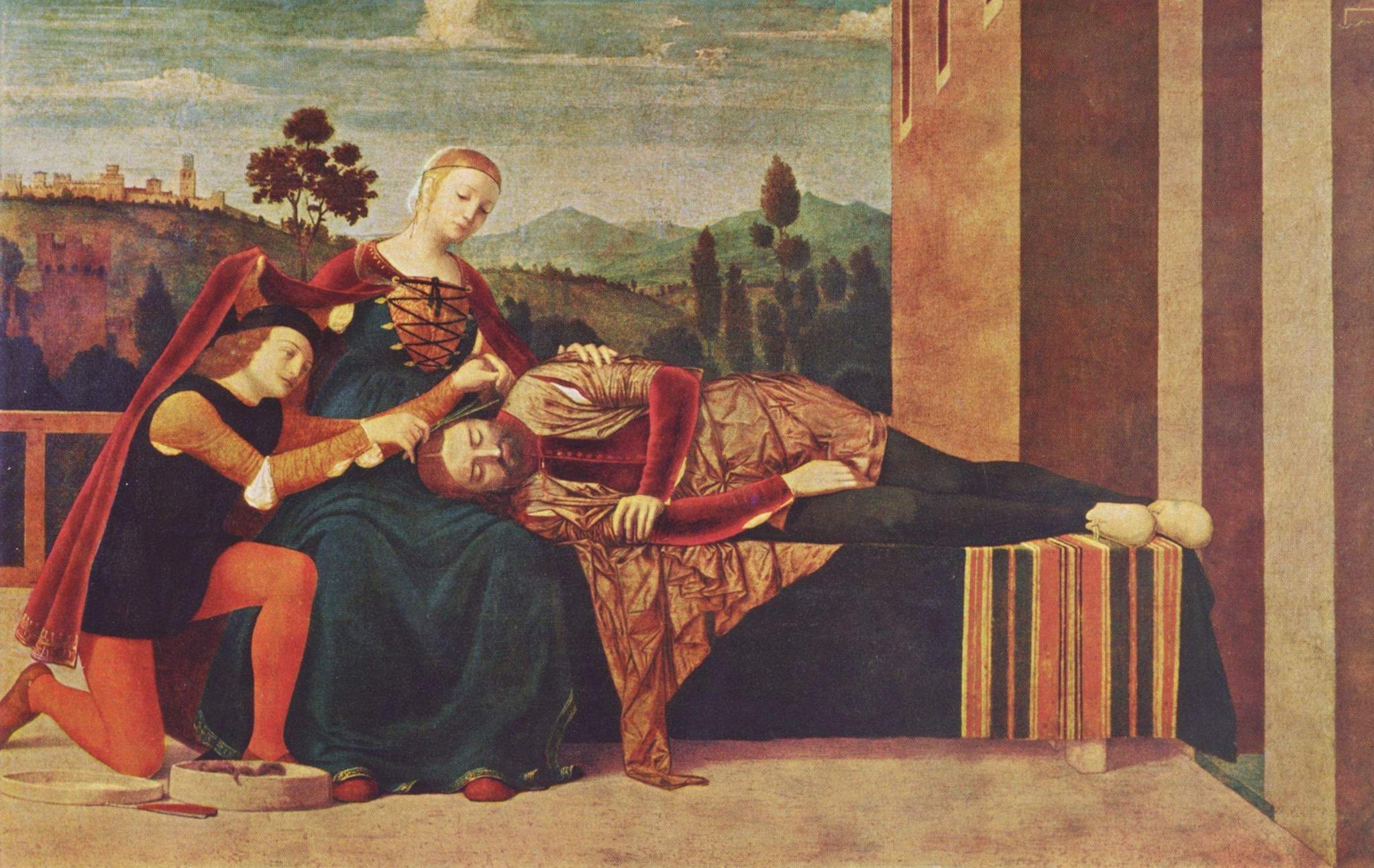
Francesco Morone - Samson a Dalila

Samson (hebrejsky: שִׁמְשׁוֹן, Šimšon) je poslední ze starozákonních soudců, o němž se zmiňuje kniha Soudců. Jeho jméno je vykládáno jako „Sluníčko“. Soudil syny Izraele po smrti soudce Abdóna 20 let. Podle Davida Ganse toto období spadá do let 811–831 od stvoření světa neboli do let 951–930 před naším letopočtem. Po Samsonovi, který je židovskými učenci považován za třináctého tradenta ústní Tóry, soudil syny Izraele v Šílu kněz  Élí, o jehož soudcovském období pojednávají úvodní kapitoly 1. knihy Samuelovy.
Je zajímavé, že zatímco mnoho ostatních starozákonních proroků se objevuje v dalších starozákonních i novozákonních spisech, Samson se objevuje pouze v jediné starozákonní knize Soudců, v Novém zákoně jej zmiňuje pouze jediné místo (Židům 11,32) a v Koránu se neobjevuje vůbec. Samson je něco jako postava Herkula, využívající obrovskou sílu v boji s nepřáteli a vítězící v hrdinských soubojích, které by byly pro obyčejného člověka nemožné (zápas se lvem, pobití celé armády oslí čelistí a stržení celé budovy). Je připomínán jako jeden ze svatých praotců v kalendáři svatých arménské apoštolské církve na den 30. července.

## Biblický příběh
Samson žil v době, kdy Bůh potrestal Izraelity tím, že je „vydal na čtyřicet let do rukou Pelištejců.“ Hospodinův posel se zjevil Manoáchovi, Izraelitovi z danovské čeledi z města Sorej a jeho ženě, jež byla neplodná. Tento posel ji předpověděl, že se jí narodí syn, který osvobodí Izraelity z pelištejského područí. Podle nazaretských požadavků se ona (stejně jako její dítě) musí zdržet všech alkoholických nápojů a všeho nečistého masa, a musí přislíbit, že dítěti nebude oholena hlava. Poté se narodil Samson.

Když se stal mladým mužem, vydal se poznat města Pelištejců. Ve městě Timnata se zamiloval do pelištejské dívky. Otec s matkou mu ve svatbě bránili, jelikož netušili, že Hospodin hledá záminku proti Pelištejcům, kteří toho času vládli nad Izraelem. Když se Samson se svými rodiči vypravil do Timnaty požádat o ruku své nastávající manželky, byl u timnatských vinic napaden lvem a zabil ho. Rodičům však nic neřekl a pokračovali v cestě. Když se po čase vydal na stejnou cestu, aby si svou vyvolenou vzal, odbočil se podívat na zabitého lva. Zjistil, že se v jeho mršině usadilo včelstvo a tvoří med. Nabral si jej do hrsti a cestou jej jedl. Poté dal med i rodičům. Na svatební hostině dal Samson hádanku třiceti družbům (všichni byli Pelištejci) s tím, že pokud ji zodpoví, dá jim třicet košil a třicet svátečních šatů. Pokud ji však nevyřeší, musí dát tito Pelištejci třicet košil a třicet svátečních šatů Samsonovi. Hádanka byla následující: 
| „                          | Řekl jim tedy: „Ze žrouta vyšel pokrm, ze siláka vyšla sladkost.“ | “ |
| — Bible Kniha Soudců 14:14 |                                                                   |   |

Po tři dny nebyli s to hádanku rozluštit. Sedmý den řekli jeho ženě, že pokud jim nezjistí odpověď, podpálí dům jejího otce. Samson nakonec povolil naléhavému a úpěnlivému žádání své manželky a prozradil jí odpověď. Ta ji následně prozradila třiceti družbům. 
| „                             | Sedmého dne, ještě před západem slunce mu řekli mužové města: „Co je sladší než med, co je silnější než lev?“ Odpověděl jim: „Kdybyste neorali mou jalovici, moji hádanku byste neuhodli.“ Tu se ho zmocnil duch Hospodinův, sestoupil do Aškalónu a pobil tam třicet mužů. Pobral jim jejich výstroj a dal sváteční šaty těm, kdo rozluštili hádanku. S planoucím hněvem se pak vrátil do otcovského domu. Samsonovu ženu dostal jeden z družbů, který mu byl druhem. | “ |
| — Bible Kniha Soudců 14:18-20 | |   |

Když se po nějakém čase vrátil do Timnaty, zjistil, že jeho tchán dal jeho ženu za manželku jednomu z jeho družbů. Nedovolil mu ji ani vidět a vyslovil přání, aby si Samson vzal její mladší sestru. 
| „                           | Ale Samson jim odvětil: „Tentokrát budu vůči Pelištejcům bez viny, když jim provedu něco zlého.“ Odešel a pochytal tři sta lišek. Potom vzal pochodně, otočil vždy dvě lišky ocasy k sobě a mezi ně připevnil pochodeň. Pochodně zapálil a lišky pustil do nepožatého obilí Pelištejců. Zapálil jak kopky, tak nepožaté obilí, dokonce i vinice a olivy. Pelištejci se vyptávali: „Kdo tohle udělal?“ Rozkřiklo se: Samson, zeť Timnaťana, za to, že mu vzal ženu a dal ji jeho družbovi. I přitáhli Pelištejci a upálili ji i s jejím otcem. Tu jim Samson řekl: „Když takhle jednáte, neustanu, dokud nad vámi nevykonám pomstu.“ Bil je hlava nehlava a způsobil jim zdrcující porážku. Potom sestoupil a usadil se ve skalní strži Étamu. | “ |
| — Bible Kniha Soudců 15:3-8 | |   |

Armáda tří tisíc Pelištejců se vypravila do Judska. Judští obyvatelé však nevěděli, proč se tak stalo. Pelištejci jim sdělili, že jsou zde kvůli Samsonovi. Tak se Judští vydali za Samsonem a s jeho svolením jej spoutali a vydali Pelištejcům. Tehdy do něj vstoupil duch Hospodinův a „provazy na jeho rukou byly jako nitě, které sežehl oheň.“ Poté našel oslí čelist a pobil jí tisíce Pelištejců.
| „                             | I řekl Samson: „Oslí čelistí jsem pobil hromadu, dvě hromady, oslí čelistí jsem pobil tisíc mužů.“ Když domluvil, odhodil čelist. To místo nazval Rámat-lechí (to je Výšina čelisti). Dostal pak nesmírnou žízeň a volal k Hospodinu. Řekl: „Ty jsi způsobil skrze svého služebníka toto velké vysvobození. A teď mám umřít žízní a upadnout do rukou neobřezanců?“ I rozpoltil Bůh skalní kotlinu v Lechí a vytryskla z ní voda. Napil se, okřál na duchu a ožil. Proto nazval to místo Pramen volajícího; ten je v Lechí dodnes. Soudil Izraele za dnů Pelištejců po dvacet let. | “ |
| — Bible Kniha Soudců 15:16-20 | |   |

Poté se Samson vydal do Gazy, kde vešel do domu nevěstky. Obyvatele Gazy se to dozvěděli a obcházeli kolem. Domluvili se, že až přijde ráno, že jej zabijí. 
| „                         | Ale Samson ležel jen do půlnoci. O půlnoci vstal, vysadil křídla vrat městské brány s oběma veřejemi, vytrhl je i se závorou, vložil si je na ramena a vynesl je na vrchol hory ležící směrem k Chebronu. | “ |
| — Bible Kniha Soudců 16:3 | |   |

Poté se zamiloval do ženy v Hroznovém úvalu, jež se jmenovala Delila. Pelištejská knížata přišla za Delilou s nabídkou 1100 šekelů stříbra za to, že jim pomůže zjistit tajemství Samsonovy síly. Delila tedy naléhala na Samsona, aby jí prozradil ono tajemství. Samson jí však tajemství prozradit nechtěl a namluvil jí, že o sílu přijde, když bude spoután sedmi syrovými houžvemi, které ještě nevyschly. Delila jej svázala houžvemi a zakřičela, že pro něj jdou Pelištejci. V tu chvíli přetrhal houžve a nevyšlo najevo, v čem spočívá jeho síla. Delila však dále vyzvídala na Samsonovi a ten jí dále řekl, že sílu jde omezit novými provazy a následně, kdyby spletla sedm pramenů jeho vlasů do osnovy. Podvakrát jej Delila chtěla vydat Pelištejcům a podvakrát se Samson ze spoutání vymanil. Třikrát ji obelstil a Delila ho s otázkou na tajemství jeho síly obtěžovala tak dlouho, až jí je prozradil:
| „                          | Nikdy se nedotkla mé hlavy břitva, protože jsem od života své matky Boží zasvěcenec. Kdybych byl oholen, má síla by ode mne odstoupila, zeslábl bych a byl bych jako každý člověk. | “ |
| — Bible Kniha Soudců 16:17 | |   |

Delila využila toho, že jí Samson otevřel své srdce, a poté co ho uspala, dala oholit sedm pramenů vlasů na jeho hlavě. Jeho síla pak od něj odstoupila. Samson byl vydán Pelištejcům, kteří mu vypíchali oči a odvlekli jej do Gazy, kde byl spoután dvojitým bronzovým řetězem. Byl uvržen do vězení, kde musel mlít. Při oslavách Pelištejců nechali Samsona vyvézt z vězení, aby jim sloužil k pobavení. Cestou jej postavili mezi sloupy.
| „                             | Samson požádal mládence, který jej vedl za ruku: „Pusť mě, ať mohu ohmatat sloupy, na nichž budova spočívá a opřít se o ně!“ Dům byl plný mužů i žen, byla tam všechna pelištejská knížata. I na střeše bylo na tři tisíce mužů a žen, hodlajících přihlížet nevázaným hrám se Samsonem. I volal Samson k Hospodinu a prosil: „Panovníku Hospodine, rozpomeň se na mne a dej mi prosím ještě tentokrát sílu, Bože, abych rázem mohl vykonat na Pelištejcích pomstu za svoje oči!“ Pak Samson pevně objal oba prostřední sloupy, na nichž budova spočívala, a vzepřel se proti nim, proti jednomu pravicí a proti druhému levicí. A řekl: „Ať zhynu zároveň s Pelištejci!“ Napnul sílu, a dům se zřítil na knížata i na všechen lid, který byl v něm, takže mrtvých, které usmrtil umíraje, bylo víc než těch, které usmrtil zaživa. I sestoupili jeho bratři a celý jeho dům, vynesli ho, vrátili se a pochovali ho mezi Soreou a Eštaólem v hrobě jeho otce Manócha. Soudil Izraele po dvacet let. | “ |
| — Bible Kniha Soudců 16:26-31 | |   |

## Místo Samsonova posledního odpočinku
Předpokládá se, že byl Samson pohřben v Tel Cora v Izraeli na místě, z nějž je výhled na Hroznový úval. Nacházejí se zde dva velké náhrobní kameny Samsona a jeho otce Manoacha. Poblíž stojí Manoachův oltář, srov. Sd 13, 19–24 (Kral, ČEP).

## Zajímavosti
V článku z 16. 6. 2024 publikoval židovský spisovatel David Hartl názor, že med z mršiny lva obsahoval podle vědeckých analýz zvýšené množství peroxidu vodíku H2O2, který produkují včely, přičemž v tom, který pozřel Samson a jeho rodiče, bylo jeho procento mnohonásobně vyšší. „Včely ho vytvářejí v každém medu, ale např. z břehů povodí řek, kde rostou vrby, jež včely opylují, obsahuje daleko větší množství této desinfekční látky.“ Tím konstatoval, že med nemohl být infikován bakteriemi způsobujícími septikémii, na kterou by patrně Samson a jeho otec s matkou doplatili svým zdravím nebo vzhledem k dávné době, bez možnosti lékařského zásahu, i svými životy. „Bakterie způsobující sepsi jsou přitom tytéž, jaké způsobují i zánět mozkových blan.” Samson by nepochybně byl vystaven vážnému ohrožení na životě, protože podle znění Písma svatého se k mrtvole lva navrátil po několika dnech, kdy už rozklad těla a fáze vývoje bakterií, značně pokročil. Zároveň poukázal na fakt, že kniha Soudců nespecifikuje místo, z něhož Samson med vybral (břicho, hruď nebo tlama lva) a dovodil, že mohl být obeznámen s desinfekčními účinky a antibakteriální silou včelího produktu, s ohledem na starobylou praxi jeho použití v léčitelství, která byla známa daleko před dobou Samsona a jeho rodičů. Tuto skutečnost dovozuje i z podkladu v příloze o ájurvédské medicíně a zařazení doby udávaných znalostí několika tisíc let zpět od naší. Dále z přílohy vědecké práce Univerzity Palackého v Olomouci, Fakulty zdravotnických věd, Ústavu ošetřovatelství, v níž autorka bakalářské práce konstatuje, že národy jako Čína, Arábie a Egypt znaly antibakteriální účinky medu, o nichž podle ní Samson mohl vědět i v Izraeli.